# Будинаж
Будинаж је секундарна наборна структура, која се формира у екстензионим условима, када ригидно табуларно тело, као што је слој пешчара, бива развучено и деформисано у мање компетентном окружењу. Компетентни слојеви почињу да пуцају, формирајући притом будене у облику кобасице. Будени су типични за зоне смицања, где се врши разламање ригидних стенских маса услед издужења дуж фолијације и скрћивања у правцу нормалном у односу на фолијацију. Услед оваквог начина настанка будени добијају свој карактеристичан облик, мада могу формирати и квадратне структуре. Будинаж може настати и у условима дуктилних деформација. Величина будена варира од 20 метара до свега 1 цм.
Назив будинаж потиче од француске речи boudin - кобасица. Будинаж су први пут открили и описали белгијски геолози у Арденима у Белгији.

## Типови
Постоје три типа будинажа. Први тип будинажа јавља се у условима када нема кретања, због чега је структура будинажа симетрична. Други тип будинажа, С-тип, јавља се када се буден помера у супротном правцу у односу на смер дејства смицања. За разлику од њега, А-тип будинажа јавља се у случају да се будени померају у правцу дејства смицања. Ова три типа се даље могу поделити на 5 подгрупа, с обзиром на њихов облик.